# Phacopsis oxyspora
Phacopsis oxyspora är en lavart som först beskrevs av Dagmar Triebel och Gerhard Rambold och som fick sitt nu gällande namn av Paul Diederich. 
I den svenska databasen Dyntaxa används istället namnet Phacopsis fusca. Phacopsis oxyspora ingår i släktet Phacopsis och familjen Parmeliaceae. Arten är reproducerande i Sverige.